# 太阳桥 (乌兰巴托)
太阳桥是蒙古国首都乌兰巴托的一座主要桥梁。

## 简介
原来乌兰巴托只有一座和平桥，为市内主要桥梁。由于乌兰巴托市车辆猛增，市内发生交通拥堵，加建新桥便成为需要。2012年10月17日，太阳桥正式通车，蒙古国总理诺罗布·阿勒坦呼亚格出席了当天举行的开通剪彩仪式。
太阳桥距离和平桥数公里。太阳桥长895米，南北向，双向横跨铁路及公路，直达成吉思汗国际机场路。太阳桥成为与和平桥并列的乌兰巴托市两座交通主干桥梁。